# Cookernup
Cookernup – miasto w Australii, w stanie Australia Zachodnia.